# Mr. Porter
Mr. Porter, de son vrai nom Denaun Porter, né le 7 décembre 1974 à Détroit dans le Michigan, est un rappeur, chanteur et producteur américain. Collaborateur régulier de Dr. Dre et d'Eminem, il est membre avec ce dernier du groupe D12 sous le nom de scène Kon Artis. Il quitte le groupe en 2012 et revient en 2014.

## Biographie
Au début des années 1990, son ami le rappeur Proof lui présente le rappeur et producteur Eminem. Avec le rappeur Bizarre, ils posent tous les trois les bases du groupe du D12 qui connaîtra le succès à partir de 2001 . Au sein du groupe, Porter est mieux connu sous le nom de scène Kon Artis,. En 1996, Porter produit l'intégralité du premier album d'Eminem, Infinite. Il produit ensuite plusieurs titres de The Slim Shady EP dont Just Don't Give a Fuck. Parallèlement, il forme le groupe de rap Da Brigade avec Kuniva. En 1999, Eminem produit le premier album de D12, Devil's Night dont de nombreux instrumentaux sont réalisés par Porter, Eminem et Dr. Dre.
Porter collabore avec Dr. Dre sur plusieurs projets. Il participe aux albums de Xzibit, Busta Rhymes et surtout 50 Cent dont il produit P.I.M.P.. 50 Cent fait encore appel à Porter pour produire le premier single de son groupe G-Unit, Stunt 101, puis pour assurer la musique et le refrain du deuxième single de Young Buck, Look at Me Now. Porter multiplie alors les collaborations en tant que producteur, et parfois chanteur. Au cours de sa carrière, il travaille avec The Game, Rakim, Obie Trice, Rohff, Rah Digga, Black Rob, Method Man, Jadakiss, Xzibit, Busta Rhymes ou encore Snoop Dogg. Il est également bien sûr présent sur les différents projets solos des membres de D12 (Eminem, Proof, Bizarre...). Par ailleurs, depuis mai 2009, il est le nouveau « backeur » d'Eminem (assurant ses chœurs sur scène), en remplacement du défunt Proof, tué en avril 2006.
Après avoir quitté D12, Porter affirme la « mort » de son nom de scène Kon Artis, un symbole de son départ définitif. En 2011, Porter contribue au premier EP du groupe Bad Meets Evil intitulé Hell: The Sequel qui atteint la première place du Billboard 200. Au début de 2012, Porter annonce son premier album solo intitulé The Memo,. En mai 2015, Porter publie la vidéo du single Heartbroken en featuring avec Young Roc.

## Discographie

### Mixtapes
- 2003 : Po Folks (sous le nom de Kon Artis)
- 2004 : Runyon Ave Mixtape Volume 1

### Albums collaboratifs
- 1998 : The Underground EP (avec D12)
- 2001 : Devil's Night (avec D12)
- 2003 : D12 Online Limited Edition Mixtape (avec D12)
- 2004 : D12 World  (avec D12)
- 2005 : D12 : Live In Chicago  (avec D12)
- 2008 : Return of the Dozen (mixtape) (avec D12)
- 2011 : Return of the Dozen Vol. 2 (avec D12)

### Apparitions (hors D12)
- 1995 : Maxine – Eminem feat. Mr. Porter (Infinite, Eminem)
- 2003 : Spread Yo’ Shit – Obie Trice feat. Mr Porter & Proof (Cheers, Obie Trice)
- 2004 : We Some Dogs – Method Man feat. Snoop Dogg, Redman & Mr. Porter (Tical Ø: The Prequel, Method Man)
- 2004 : Crooked Letter I – Method Man avec Streetlife & Mr Porter (Tical Ø: The Prequel, Method Man)
- 2004 : Look at Me Now – Young Buck avec Mr Porter (Straight Outta Cashville, Young Buck)
- 2005 : Porno Bitches – Bizarre feat. Big Boi, Devin The Dude & Mr. Porter (Hannicap Circus, Bizarre)
- 2005 : Til the Wheels Fall of – The Game feat. Mr. Porter (The Documentary DVD Edition, The Game)
- 2005 : Slumz Elements – Proof feat. Mudd, T-3 & Mr Porter (Searching For Jerry Garcia, Proof)
- 2005 : She’s a Pro – Black Rob feat. Mr Porter (The Black Rob Report, Black Rob)
- 2006 : Slippin' – Lil' Kim feat. Mr. Porter (The Naked Truth, Lil' Kim)
- 2006 : Whatever You Say – Swifty McVay & Mr. Porter (Eminem Presents: The Re-Up)
- 2007 : When Guns Draw – Pharoahe Monch avec Mr Porter (Desire, Pharoahe Monch)
- 2008 : Get Bitches – Guilty Simpson feat. Mr. Porter (Ode to the Ghetto, Guilty Simpson)
- 2008 : Beneath the Surface – Twista, LA The Darkman, Devin The Dude & Mr. Porter (Gangsta Grillz: The Album)
- 2010 : Diamonds and Gold – Kuniva feat. Mr. Porter (Retribution, Kuniva)
- 2010 : Money – Freeway feat Mr. Porter & Sparks (The Stimulus Package, Freeway & Jake One)
- 2011 : My Own Way – Snoop Dogg feat. Mr. Porter (Doggumentary, Snoop Dogg)
- 2020 : Yah Yah – Eminem feat. Mr. Porter,Black Thought,Royce da 5'9",Q-Tip (Music to Be Murdered By, Eminem)